# Episodi di The Drew Carey Show (quarta stagione)
La quarta stagione della serie televisiva The Drew Carey Show è stata trasmessa in anteprima negli Stati Uniti d'America dalla ABC tra il 23 settembre 1998 e il 26 maggio 1999.
| nº | Titolo originale                       | Titolo italiano | Prima TV USA      | Prima TV Italia |
| -- | -------------------------------------- | --------------- | ----------------- | --------------- |
| 1  | Drew and the Conspiracy                |                 | 23 settembre 1998 | inedito         |
| 2  | In Ramada Da Vida                      |                 | 30 settembre 1998 | inedito         |
| 3  | Golden Boy                             |                 | 7 ottobre 1998    | inedito         |
| 4  | Drew Between the Rock and a Hard Place |                 | 14 ottobre 1998   | inedito         |
| 5  | Sexual Perversity in Cleveland         |                 | 21 ottobre 1998   | inedito         |
| 6  | Cain and Mabel                         |                 | 28 ottobre 1998   | inedito         |
| 7  | Nicki's Wedding                        |                 | 4 novembre 1998   | inedito         |
| 8  | Drew's New Car                         |                 | 11 novembre 1998  | inedito         |
| 9  | The High Road to China                 |                 | 18 novembre 1998  | inedito         |
| 10 | Drew's Dance Party Special             |                 | 18 novembre 1998  | inedito         |
| 11 | Kate's Family                          |                 | 25 novembre 1998  | inedito         |
| 12 | Drew Dates a Senior                    |                 | 9 dicembre 1998   | inedito         |
| 13 | Drew's Holiday Punch                   |                 | 16 dicembre 1998  | inedito         |
| 14 | A House Divided                        |                 | 6 gennaio 1999    | inedito         |
| 15 | A House Reunited                       |                 | 13 gennaio 1999   | inedito         |
| 16 | Rats, Kate's Dating a Wrestler         |                 | 27 gennaio 1999   | inedito         |
| 17 | Three Guys, a Girl and a B-Story       |                 | 10 febbraio 1999  | inedito         |
| 18 | Boy Party/Girl Party                   |                 | 17 febbraio 1999  | inedito         |
| 19 | Tracy Bowl                             |                 | 24 febbraio 1999  | inedito         |
| 20 | DrugCo                                 |                 | 3 marzo 1999      | inedito         |
| 21 | Steve and Mimi                         |                 | 24 marzo 1999     | inedito         |
| 22 | What's Wrong with This Episode II      |                 | 31 marzo 1999     | inedito         |
| 23 | She's Gotta Have It                    |                 | 7 aprile 1999     | inedito         |
| 24 | Good Vibrations                        |                 | 5 maggio 1999     | inedito         |
| 25 | Do the Hustle                          |                 | 12 maggio 1999    | inedito         |
| 26 | Up on the Roof                         |                 | 19 maggio 1999    | inedito         |
| 27 | Brotherhood of Man                     |                 | 26 maggio 1999    | inedito         |